# Eulerova faktorizační metoda
Eulerova faktorizační metoda, pojmenovaná po Leonhardu Eulerovi, je metoda hledání prvočíselného rozkladu založená na možnosti zapsat zkoumané přirozené číslo N jako součet dvou čtverců dvěma různými způsoby:
{\displaystyle \ N=a^{2}+b^{2}=c^{2}+d^{2}}
Odečtením {\displaystyle c^{2}} a {\displaystyle b^{2}} od obou stran získáváme rozdíl dvou čtverců:
{\displaystyle \ a^{2}-c^{2}=d^{2}-b^{2}}
a odtud plyne, že
{\displaystyle (a-c)\cdot (a+c)=(d-b)\cdot (d+b)}
Bez újmy na obecnosti lze předpokládat, že {\displaystyle d} a {\displaystyle b} jsou buď obě sudá, nebo lichá, tedy že jejich rozdíl bude sudý. Nechť {\displaystyle k} je největší společný dělitel {\displaystyle (a-c)} a{\displaystyle (d-b)}, tedy
{\displaystyle (a-c)=kl}, {\displaystyle (d-b)=km} a {\displaystyle NSD(l,m)=1}
Dosadíme-li získaný vztah do rovnosti součinů výše, máme
{\displaystyle l\cdot (a+c)=m\cdot (d+b)}
Protože jsou {\displaystyle l} a {\displaystyle m} nesoudělná, musí být {\displaystyle (a+c)} dělitelné {\displaystyle m}. Tato myšlenka dává:
{\displaystyle \ (a+c)=mn} a {\displaystyle \ (d+b)=ln}
Ze získaných rovností plyne {\displaystyle 2c=(a+c)-(a-c)=mn-kl} a {\displaystyle 2d=(d-b)+(d+b)=km+ln}, odkud po dosazení do původního zapsání {\displaystyle N} máme:
{\displaystyle N={\frac {1}{4}}\left[\left(mn-kl\right)^{2}+\left(km+ln\right)^{2}\right]={\frac {1}{4}}\left(m^{2}n^{2}+k^{2}l^{2}+k^{2}m^{2}+l^{2}n^{2}\right)={\frac {1}{4}}\left(m^{2}+l^{2}\right)\left(k^{2}+n^{2}\right)}